# Osojnik (żupania dubrownicko-neretwiańska)
Osojnik – wieś w Chorwacji, w żupanii dubrownicko-neretwiańskiej, w mieście Dubrownik. W 2011 roku liczyła 301 mieszkańców.